# K zemi hleď!
K zemi hleď!, v anglickém originále Don't Look Up, je americká černá komedie z roku 2021. Scenáristou, producentem a režisérem filmu je Adam McKay. Hlavní role astronomů, kteří se snaží varovat lidstvo před hrozící katastrofou, ztvárnili Leonardo DiCaprio a Jennifer Lawrenceová. V dalších rolích se objevili Rob Morgan, Jonah Hill, Mark Rylance, Tyler Perry, Ron Perlman, Timothée Chalamet, Ariana Grande, Scott Mescudi, Cate Blanchett a Meryl Streep.
Film se měl původně natáčet od dubna 2020, ale jeho výroba byla pozastavena vlivem pandemie covidu-19. Natáčení filmu začalo v listopadu 2020 v Bostonu. Dne 5. února 2021 byla během natáčení zraněna hlavní herečka Jennifer Lawrenceová, její zranění dočasně přerušilo natáčení. Dne 18. února 2021 padla poslední klapka filmu. 
Film měl ve Spojených státech premiéru ve vybraných kinech dne 10. prosince 2021. Celosvětově byl pak distribuován prostřednictvím Netflixu od 24. prosince 2021. Film se stal nejsledovanějším filmem Netflixu během vánočních svátků roku 2021.
Filmu se ihned po premiéře dostalo rozporuplného přijetí od kritiků, nicméně National Board of Review a Americký filmový institut jej zařadili mezi nejlepší snímky roku. Film získal čtyři nominace na Zlatý glóbus (včetně kategorie nejlepší komedie / muzikál) a šest nominací na Critics' Choice Awards (včetně kategorie nejlepší film).

## O filmu
Kate Dibiasky, doktorandka na Michiganské univerzitě, během výzkumu náhodně objeví kometu. Její profesor, dr. Randall Mindy, pomocí výpočtů zjistí, že dopadne na Zemi přibližně za šest měsíců a je dostatečně velká na to, aby zničila veškerý život na Zemi. NASA jeho výpočty potvrdí. Dibiasky a Mindy se společně s odborníkem Teddym Oglethorpem vydávají do Bílého domu, odkud však odejdou s prázdnou, a tak se vydávají na mediální turné, aby se pokusili přesvědčit širokou veřejnost, že kometa existuje a pokud se nic neudělá, všichni zemřou.

## Obsazení
| Jennifer Lawrenceová | Kate Dibiasky, doktorandka na Michiganské univerzitě (český dabing: Aneta Krejčíková)                |
| Leonardo DiCaprio    | dr. Randall Mindy, profesor na Michiganské univerzitě (český dabing: Michal Jagelka)                 |
| Rob Morgan           | dr. Teddy Oglethorpe, ředitel Planetary Defense Coordination Office, NASA (český dabing: Igor Bareš) |
| Meryl Streep         | Janie Orlean, prezidentka Spojených států (český dabing: Zlata Adamovská)                            |
| Jonah Hill           | Jason Orlean, Janiin syn a poradce (český dabing: Michal Novotný)                                    |
| Mark Rylance         | Peter Isherwell, miliardář a majitel společnosti Bash (český dabing: Petr Pospíchal)                 |
| Tyler Perry          | Jack Bremmer, moderátor pořadu The Daily Rip (český dabing: Bohdan Tůma)                             |
| Cate Blanchett       | Brie Evantee, moderátorka pořadu The Daily Rip (český dabing: Simona Postlerová)                     |
| Timothée Chalamet    | Yule (český dabing: Daniel Krejčík)                                                                  |
| Ron Perlman          | plukovník Ben Drask, americký patriot (český dabing: Pavel Rímský)                                   |
| Ariana Grande        | Riley Bina, popová zpěvačka (český dabing: Sabina Rojková)                                           |
| Scott Mescudi        | DJ Chello, přítel Riley (český dabing: Miroslav Hrabě)                                               |
| Himesh Patel         | Phillip, novinář a bývalý přítel Kate (český dabing: Karel Heřmánek mladší)                          |
| Melanie Lynskey      | June Mindy, Randallova manželka (český dabing: Vladimíra Včelná)                                     |
| Michael Chiklis      | Dan Pawketty (český dabing: Tomáš Karger)                                                            |
| Tomer Sisley         | Adul Grelio (český dabing: Luděk Čtvrtík)                                                            |
| Paul Guilfoyle       | generál Stuart Themes (český dabing: Ladislav Županič)                                               |
| Robert Joy           | senátor Tenant (český dabing: Stanislav Lehký)                                                       |

Ve filmu se dále objevují Liev Schreiber jako hlas v kampani společnosti Bash, novinářka Ashleigh Banfield jako Dalia Hensfield, Sarah Silverman jako Sarah Benterman, Chris Evans jako herec Devin Peters (Evansovo jméno nebylo uvedeno v závěrečných titulcích) a Ishaan Khatter jako video streamer Raghav Manavalan. Matthew Perry natočil s Hillem scény, které byly nakonec z filmu vystřiženy.
Český dabing vyrobilo v roce 2021 Studio Virtual, v překladu Zuzany Joskové, s dialogy a v režii Radky Přibyslavské.

## Recenze
Čeští recenzenti film hodnotili vesměs nadprůměrně:
- Jindřich Göth, IDNES.cz, 28. prosince 2021, [5]
- Milan Rozšafný, MovieZone, 28. prosince 2021, [6]
- Eva Müllerová, Červený koberec, 26. prosince 2021, [7]
- Marek Čech, AV Mania, 1. ledna 2022, [8]
- Věra Míšková, Právo, 4. ledna 2022, [9]

Ján Simkanič v recenzi pro Deník N film nazval jedním z „filmových vrcholů roku“. Josef Patočka v recenzi pro Deník Referendum označil snímek za „vzácně kvalitní projev popkulturního zpracování tolik palčivého tématu zániku“ a přirovnal jej ke Kubrickově filmu Dr. Divnoláska.
Naopak Jindřiška Bláhová ve své recenzi pro Respekt zkonstatovala, že film jako satira selhává, nazvala jej „průhlednou alegorií“ a „agitačním snímkem“. Jaroslav Totušek v recenzi pro Lidové noviny komedii vytkl, že tím, že se „snaží strefovat do všeho a všech, jen klouže po povrchu“ a doplnil, že sice je „skvěle zahraným a kousavým zrcadlem dnešních poměrů, ale k síle drtivé srážky s kometou má daleko“.